# Sporormia pentamera
Sporormia pentamera är en svampart som beskrevs av Oudem. 1885. Sporormia pentamera ingår i släktet Sporormia och familjen Sporormiaceae.   Inga underarter finns listade i Catalogue of Life.
I den svenska databasen Dyntaxa används istället namnet Sporormiella pentamera för samma taxon.  Arten är reproducerande i Sverige.